# 東大和市立第九小学校
東大和市立第九小学校（ひがしやまとしりつ だいきゅうしょうがっこう）は、東京都東大和市にある公立小学校。

## 教育目標
- よく考える子（知）[1]
- 思いやりのある子（徳）[1]
- 健康な子（体）[1]

## 沿革
- 1977年（昭和52年）2月1日 - 設立。初代校長の豊泉定二郎が着任[2]。
- 1977年（昭和52年）4月1日 - 13学級452名で開校[2]。
- 1977年（昭和52年）5月1日 - 心身障害児学級開設[2]。
- 1977年（昭和52年）6月3日 - プール完成[2]。
- 1977年（昭和52年）8月3日 - 体育館完成[2]。
- 1977年（昭和52年）12月28日 - 岩石園・小鳥飼育舎完成[2]。
- 1978年（昭和53年）4月1日 - 東大和市初の研究奨励校に指定[2]。
- 1979年（昭和54年）3月1日 - 校章・校歌制定[2]。
- 1981年（昭和56年）3月31日 - 図書館完成[2]。
- 1981年（昭和56年）4月1日 - 第二代校長の関口主一郎が着任[2]。
- 1985年（昭和60年）10月30日 - 学校給食優良学校として文部科学省の表彰を受ける[2]。
- 1986年（昭和61年）4月1日 - 第三代校長の石川久が着任[2]。
- 1990年（平成2年）4月1日 - 第四代校長の鈴木敏彦が着任[2]。
- 1992年（平成4年）4月6日 - 図書室を本館に移転[2]。
- 1993年（平成5年）4月1日 - 第五代校長の手塚近雄が着任[2]。
- 1996年（平成8年）4月1日 - 第六代校長の諏訪茂雄が着任[2]。
- 2000年（平成12年）4月1日 - 第七代校長の酒井憲幸が着任[2]。
- 2005年（平成17年）4月1日 - 第八代校長の刑部之康が着任[2]。
- 2005年（平成17年）11月1日 - コンピューター室を設置[2]。
- 2008年（平成20年）4月1日 - 第九代校長の吉田健が着任[2]。
- 2012年（平成24年）4月1日 - 第十代校長の大中勲が着任[2]。

## 通学区域
2019年(令和元年)現在の本校の校区は以下の通りである。
住所別通学区域
| 多摩湖二・五丁目 | 奈良橋一丁目      | 奈良橋四・六丁目 | 蔵敷一・三丁目 | 蔵敷二丁目       | 芋窪三・五丁目   |
| ---------------- | ----------------- | ---------------- | -------------- | ---------------- | ---------------- |
| 一部             | 市道第569号線以西 | 市道第9号線以西  | 全域           | 立川東大和線以東 | 立川東大和線以東 |

## アクセス
- 多摩都市モノレール線上北台駅から徒歩12分[4]
- 西武バス「蔵敷」から徒歩5分、「東大和一小南」から徒歩9分[4]
- 都営バス「蔵敷」から徒歩5分、「大和操車場前」から徒歩9分[4]